# Дубляни
Дубля́ни — місто в Україні, у складі Львівської міської громади, підпорядковується Львівській міській раді, як частина Шевченківського району м. Львова, Львівського району, Львівської області. Центр сільськогосподарської науки та аграрної освіти Заходу України — тут розташовано Львівський національний університет природокористування.
Перша історична згадка про Дубляни датується 1440 роком. Назва походить від слов'янського племені Дубляни, котрі проживали в дубових лісах, яких тоді було багато в цій місцевості. Статус міста Дубляни мають з 1978 року.
Наявність на околицях Дублян різних видів ґрунтів, цікавий гідрологічний режим місцевості, її рослинність спонукали до створення в 1856 році вищої сільськогосподарської школи, яка в 1901 році набула статусу академії (нині це Львівський національний аграрний університет). Серед випускників закладу є відомі вчені, талановиті господарники, політики.
Нині в Дублянах понад 50 середніх і малих підприємств. Місто має значний науковий та інтелектуальний потенціал.

## Символіка
Дубляни використовують два геральдичні елементи — герб і хоругву. Обидва елементи було затверджено 1991 року на засіданні Дублянської міської ради, і для обидвох елементів спільним є один символ — «Око провидіння», що його можна знайти в документах, датованих 1866 року на печатці «Громада Дублян». Поява цього елементу на печатці пов'язана із декретом Австрійської імперії 1787, яким зокрема запровадила печатки сільських громад. Зображення для печатки тоді обрала сама громада Дублян, а саму печатку виготовили на замовлення старости.
Рівнобічний трикутник «Око провидіння», що є релігійним символом Бога, уособлює правду, добро і красу. Символ репрезентує світогляд триєдності світобудови — рівноправні сили мудрості, знання та любові, що виходять із одного джерела.
Потреба у власному гербі та хоругві з'явилась із здобуттям 1978 року Дублянами статусу міста. З цього приводу міська влада звернулась до Українського геральдичного товариства із проханням розробити герб і хоругву міста. Члени товариства Андрій Ґречило, Іван Сварник та Іван Турецький дослідили це питання і вважали закономірним використати символ «Око провидіння» в «Описі герба міста Дубляни та хоругви міської ради…». Цей документ 17 травня 1991 року засвідчив Голова Українського геральдичного товариства Андрій Ґречило.
Хоругвою Дублянської міської ради служить жовте квадратне полотнище, на якому на якому посередині зображений блакитний трикутник «Око провидіння». Згори та знизу хоругва має синю лиштву, розмір якої дорівнює десятій частині ширини хоругви.
Герб Дублян виконаний у формі щита. У золотому полі, нижня частина якого зелена, стоять два зелені дуби, між якими посередині розташований блакитний трикутник з «Оком Провидіння». Золоте поле на гербі є символом багатства та добробуту. Дерева ж символізують дубові гаї, серед яких виникло поселення, і що, можливо, спричинилися до появи такої назви міста.

## Географія

### Розміщення та фізична географія
Дубляни розміщені в північній частині Львівської МОТГ на периферії Шевченківського району, у східноєвропейському часовому поясі на 49°54' північної широти та 24°05' східної довготи; місцевий час відстає від поясного на 24 хвилини. Площа міста в адміністративних межах становить близько 4,95 км².
Місто лежить на відстані близько 61 км від кордону з Польщею (автошляхами до пункту пропуску «Рава-Руська»), за 6 км від обласного центру, та адміністративного центру Львівської МОТГ — міста Львова та за 3 км від найближчої залізничної станції — Дубляни-Львівські. Місто лежить над річкою Підболоткою, притокою ріки Полтви, на північному схилі гряди, що тягнеться від грибовицьких горбів на південний схід. Місцевість характеризується переходом лісостепу в полісся.

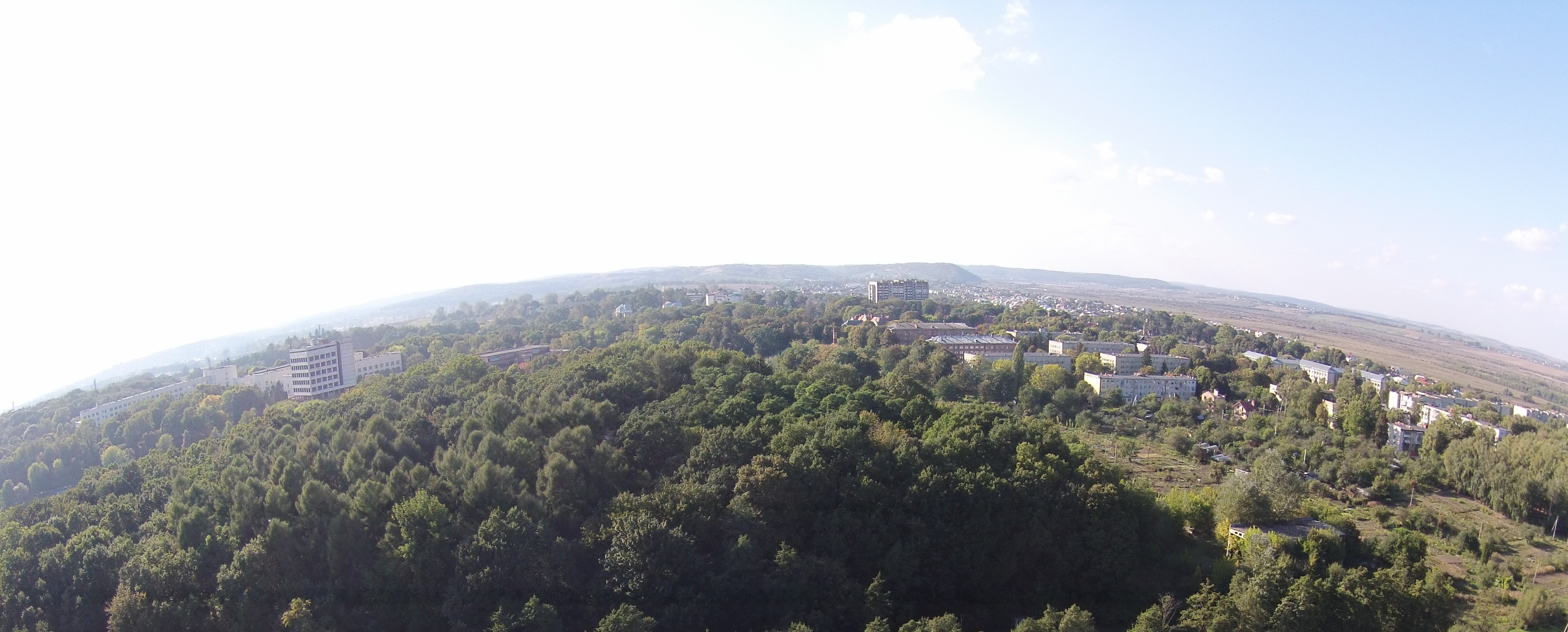
Вигляд із висоти

Поля довкола Дублян мають усталені назви: з півночі — «Торфи», із заходу — «Підлужки», з півдня — «Корчунок», з південного сходу — «Карвати». Міські ґрунти вирізняються різноманітністю хімічного складу, а глибина культурного шару коливається в межах від 0,2 до 0,7 м і більше. Початок польових робіт припадає на кінець березня — перші числа квітня. Суха та сонячна осінь сприяє завершенню оброблення полів майже на початку листопада.

### Клімат
Розташовані з півночі торфовища, болота Полтви з півдня та порівняно низинне розміщення Дублян сприяють високій вологості клімату та частим мрякам.
Дубляни майже не мають лісового захисту від північних вітрів через малу залісненість околиць міста; з півдня Дубляни прикриті залишками невеликого ліска під назвою «Малиняк».

### Дендропарк
У Дублянах розташовано дендропарк Львівського національного університету природокористування.
1892 року за ініціативи професора ботаніки Ігнація Шишиловича створено дендропарк чи ботанічний сад та розсадник плодово-ягідних дерев, який був водночас частиною навчального процесу сільськогосподарської школи. У 1894 році його розширили. У парку ростуть катальпа, біла акація, сосна чорна, магнолія, бук європейський, каштан кінський, форзиція.
У 60-х роках ХХ століття було впорядковано територію сільськогосподарського інституту та з'явився новий парк, з цінних порід тут було насаджено тую західну, ялину колючу, сосну Веймута, липу крупнолисту, дейцію, спірею, горобину, оцтове дерево. Оскільки парк є частиною навчального процесу, тут також висаджено головні лісотвірні породи: дуб черещатий, бук лісовий, ясен звичайний, сосна звичайна, ялина європейська, модрина польська, береза поникла та інші.

## Історія

### Період Австро-Угорщини
Дубляни  — місто, належало до Львівського повіту, 8 км на пн.-сх. від Львова. Парафії римсько-католицька та греко-католицька були в Малехові. У Дублянах в 1880 році було 95 будинків, 655 жителів. Були однокласна школа, сільськогосподарська школа та регіональна практична школа господарських наглядачів (економів). Дубляни були власністю Галицького господарського товариства.

### Період Західно-Української Народної Республіки
10 січня сотня поручника Володимира Левицького, група сотника В. Секунди разом із загоном отамана Андрія Долуда Галицької Армії відбила у поляків Дубляни, відкинула їх до Львова.

### Період Польщі
У 1937—1939 рр. Дубляни були центром об'єднаної сільської ґміни Львівського повіту.

### Період незалежності України
З часу здобуття 1991 року Україною незалежності і аж до 2020 року Дубляни належали до Жовківського району Львівської області. Цей період ознаменувався певним ростом населення — 9140 людей (1989) проти 9891 (2019).
1994 року в місті відкрито погруддя Тараса Шевченка (біля Дублянської школи), а 2004 року відкрито пам'ятник Степану Бандері (біля академічного корпусу ЛНАУ).
1 січня 2024 року під час російської атаки, уламки БПЛА «Shahed» впали на дах однієї з навчальних будівель Львівського університету природокористування в Дублянах, спричинивши пожежу. Атака, поміж іншого, мала намір бути символічною, адже 1 січня є днем народження Степана Бандери, який 100 років до того навчався в цьому університеті, а перед пошкодженою будівлею розміщений пам'ятник йому.

## Адміністрація

### Адміністративна приналежність
Районне підпорядкування Дублян неодноразово змінювалося. Так, після Другої світової війни Дубляни належали до Львівського сільського району, згодом до Броюховицького району, 1958—1960 років — до Куликівського, потім Нестеровського, Кам'янко-Бузького, знову Нестеровського (Жовківського) району, Львівської області. Однак, спеціалісти в сфері управління та науковці вже давно і неодноразово зазначали доцільність включення Дублян до складу Львівської міської ради. 17 липня 2020 року Дубляни увійшли до складу Львівської міської громади.

## Населення

### Чисельність
За даними Державної служби статистики України, станом на 1 січня 2019 року населення Дублян становило 9 891 особи. Під час останнього перепису населення, який пройшов у 2001 році, населення Дублян становило 8,5 тисяч жителів.
Щороку в Дублянах реєструється близько 57 шлюбів і відбувається приблизно 13 розлучень. Коефіцієнт шлюбності на 1000 осіб населення становить 5,4, а коефіцієнт розлучуваності на 1000 осіб населення — 1,2.
| 1989* | 2001* | 2005  | 2010   | 2016   | 2017   | 2018  | 2025  |
| ----- | ----- | ----- | ------ | ------ | ------ | ----- | ----- |
| 9 140 | 8 469 | 9 224 | 10 945 | 10 238 | 10 209 | 9 994 | 7 957 |

### Національний склад
Розподіл населення за національністю за даними перепису 2001 року:
| Національність  | Відсоток |
| --------------- | -------- |
| українці        | 98,53 %  |
| росіяни         | 0,93 %   |
| вірмени         | 0,18 %   |
| інші/не вказали | 0,36 %   |

### Мова
Розподіл населення за рідною мовою за даними перепису 2001 року:
| Мова            | Чисельність, осіб | Відсоток |
| --------------- | ----------------- | -------- |
| Українська      | 8 363             | 98,87 %  |
| Російська       | 74                | 0,87 %   |
| Вірменська      | 8                 | 0,10 %   |
| Циганська       | 7                 | 0,08 %   |
| Угорська        | 2                 | 0,02 %   |
| Білоруська      | 1                 | 0,01 %   |
| Румунська       | 1                 | 0,01 %   |
| Інші/Не вказали | 3                 | 0,04 %   |
| Разом           | 8 459             | 100 %    |

## Економіка

### Бюджет
2018 року дохідна частина місцевого бюджету Дублян відносно уточненого річного плану була виконана на 109 % — доходи бюджету становили майже 12,2 млн гривень. У структурі дохідної частини переважали податкові надходження — 91,83 % (11,19 млн грн); менший відсоток становили трансферти з місцевих бюджетів — 4,44 % (541 тис. грн), неподаткові надходження — 3,72 % (453 тис. грн) та доходи від операцій з капіталом — 0,02 % (2 тис. грн).
Витратну частину відносно уточненого річного плану ж було виконано на 90,6 % — місто витратило дещо більше 11,2 млн гривень. У структурі витратної частини переважали економічна діяльність — 34,44 % (3,87 млн грн), загальнодержавні функції — 27,2 % (3,06 млн грн) та житлово-комунальне господарство — 25,03 % (2,81 млн грн); менший відсоток становили міжбюджетні трансферти — 11,28 % (1,27 млн грн), духовний та фізичний розвиток — 1,53 % (172 тис. грн), соціальний захист та соціальне забезпечення — 0,53 % (59,5 тис. грн).

### Основні підприємства
- ТзОВ «Фастпол», виробник продуктів борошномельно-круп'яної промисловості.[19]
- ТзОВ «Етрус», виробник безалкогольних напоїв[20].

## Інфраструктура

### Сфера послуг

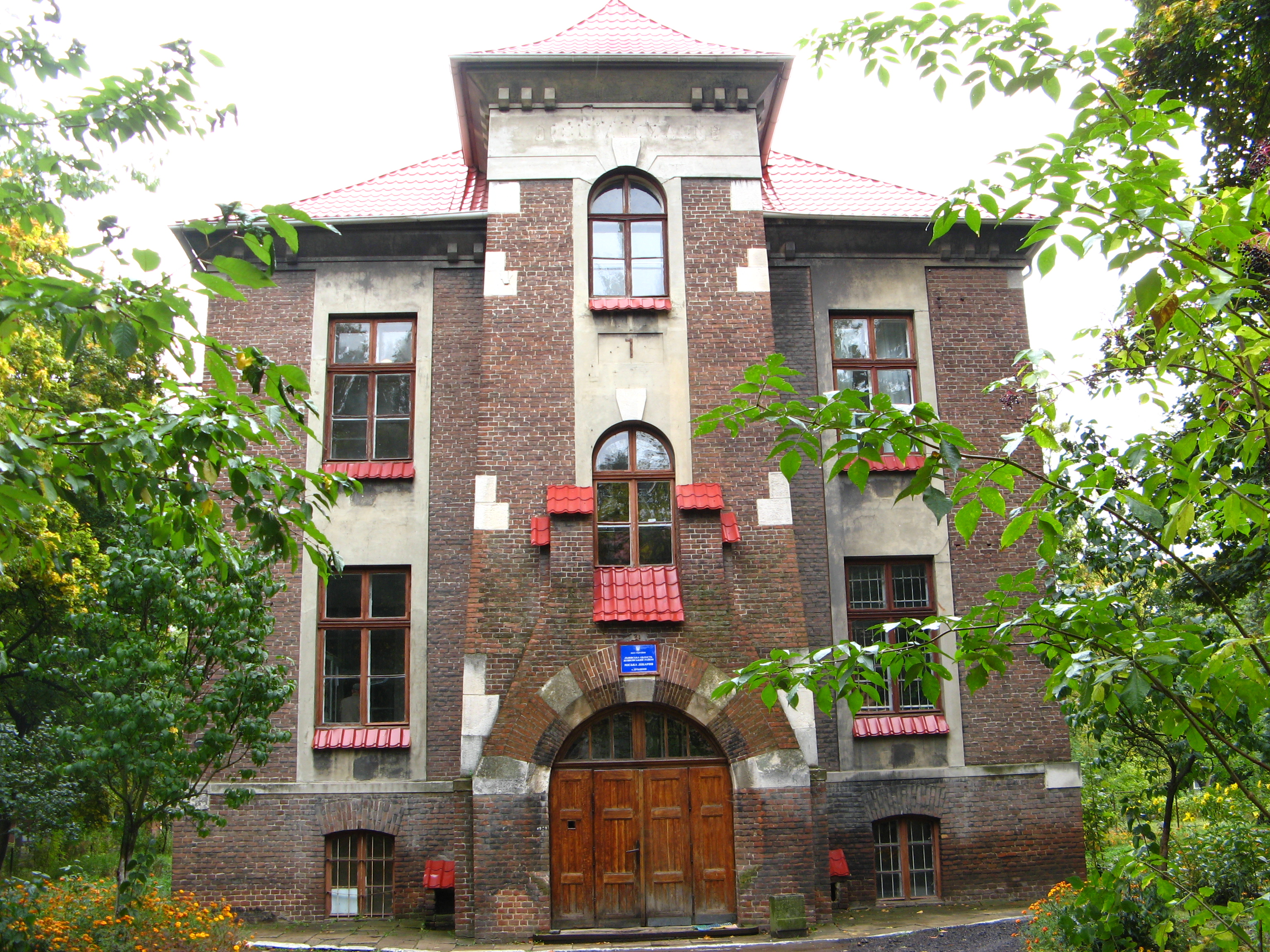
Дублянська міська лікарня

Станом на 2019 рік у Дублянах відсутні готелі та інші місця для короткочасного проживання приїжджих. У місті нараховується низка закладів громадського харчування, з них зокрема — ресторан «Фортуна» та кафе-бар «Клепсидра». У Дублянах не представлені заклади відомих мереж харчування.
У Дублянах розташовано більше десятка об'єктів роздрібної торгівлі — продовольчі та непродовольчі крамниці, а також аптеки. Великою популярністю користується місцева «Рукавичка». На території міста не розміщені АЗС. Свої відділення в Дублянах мають «Ощадбанк» і «Приватбанк». Медичні послуги в місті надає Дублянська міська лікарня.

### Комунальне господарство
Важливою проблемою міста Дубляни є постійні аварії на зношеному водогоні, через що місто періодично залишається без водопостачання. Системами водопостачання та водовідведення, що з часу проведення понад 60 років тому не ставали об'єктами ремонтних робіт, володіє Львівський національний аграрний університет, який, за заявами керівництва, не здатен здійснити повну заміну труб, і наполягає на переданні водогонів на баланс Дублянської міської ради. Проблеми з водопостачанням породжують серед жителів міста протести та перекриття траси Львів — Чоп.
Послуги пошти в місті Дубляни надає державне підприємство «Укрпошта».

### Транспорт
Через місто пролягають європейські автошляхи E40, E372.Залізничною станцією, що з'єднує Дубляни з іншими населеними пунктами є станція Дубляни-Львівські, розміщена на відстані 3 км від центру міста. У Дублянах відсутній громадський транспорт, однак для школярів Дублянської середньої школи функціонує шкільний автобус. Транспортне сполучення зі Львовом здійснюється через автобусні маршрути № 1-А, № 111 та № 180а.
На початку 50-х років XIX століття із створенням у Дублянах Рільничої школи Галицьким господарським товариством постала проблема транспортного зв'язку між Дублянами та великим сусіднім містом Львовом та іншими містами Галичини. На початку діяльності рільничих навчально-наукових установ усі сільські дороги були занедбані. На той час існувало два шляхи, що з'єднували Дубляни зі Львовом:
- головний шлях (так звана «Стара дорога») пролягав від тодішнього центру села попри озера, церкву, старий млин, сільське кладовище, провадив до Малехова попри малехівське кладовище, малехівську церкву, відтак до Старих Збоїщ і Львова;
- північно-західна дорога, що функціонує і нині, пролягала через Пісок до села Грибовичі[27].

Будівництво у 1876—1877 рр. теперішньої головної дороги з твердим покриттям, що з'єднує Дубляни з Київською трасою, зумовлене відкриттям північної гілки Львівської залізниці і організації залізничної станції Дубляни-Львівські, що дало змогу сполучити навчальний заклад з залізничною станцією, а далі — поїздом до станції Підзамче у Львові (два рейси кожного дня). У 1913 році було опрацьовано проект залізничної колії до Рільничої академії, але Перша світова війна перешкодила впровадженню його в життя. Одночасно з капітальним будівництвом в Дублянах в 80-х роках XX століття «Нову» дорогу реконструювали і покрили асфальтом.

## Освіта та наука
У Дублянах діє один дошкільний навчальний заклад — Дублянський ДНЗ № 1, один середній навчальний заклад — Дублянська середня загальноосвітня школа ім. героя Небесної сотні Анатолія Жаловаги № 1. У Дублянах розміщений Львівський національний аграрний університет (ЛНАУ) — один з найдавніших в Україні вищих навчальних закладів аграрної освіти.

### Львівський національний університет природокористування

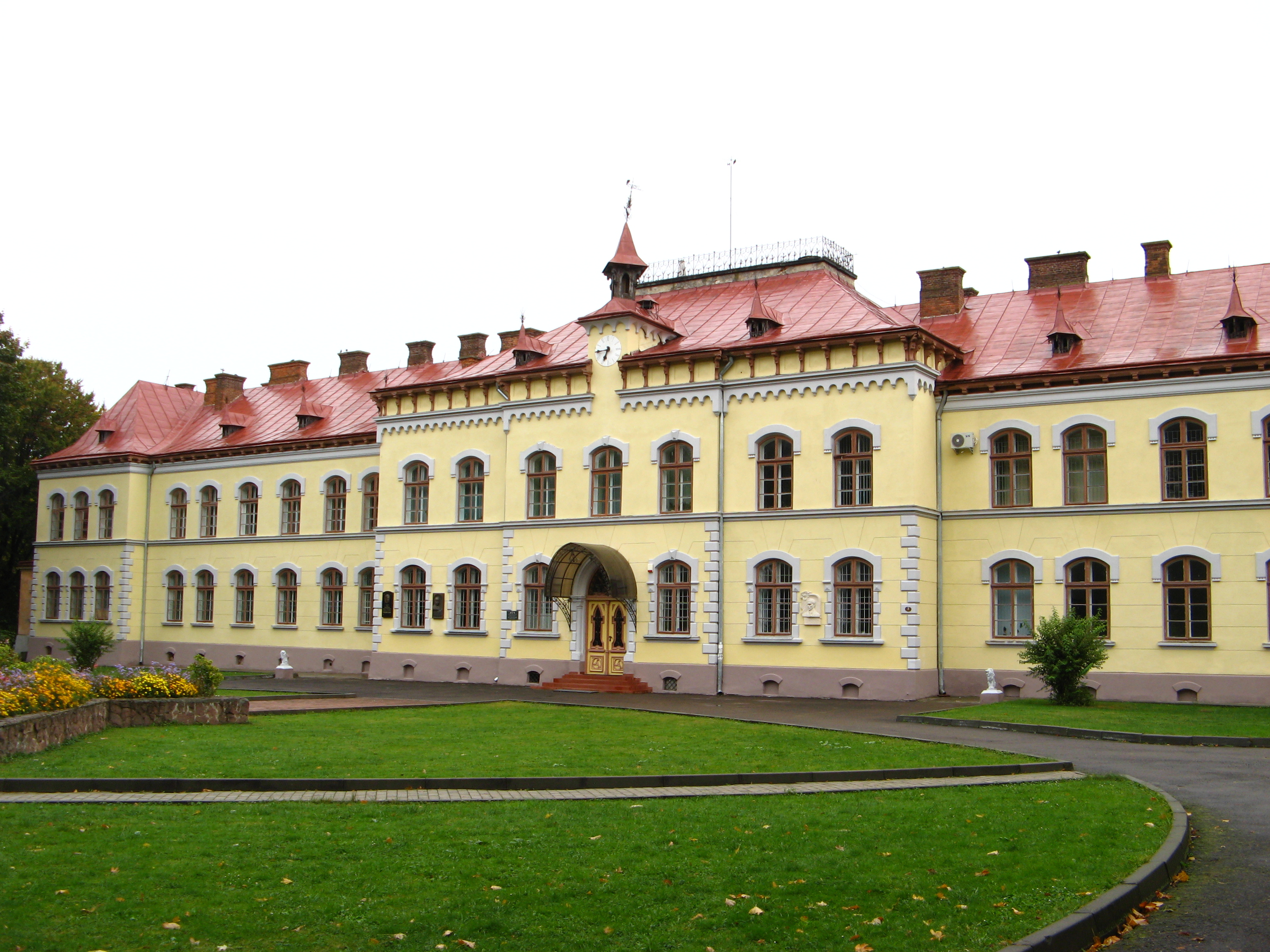
Фасад головного корпусу Львівського національного аграрного університету

Львівський національний університет природокористування — багатопрофільний вищий навчальний заклад, на п'яти факультетах якого навчається за 15 напрямами та 20 спеціальностями понад 10 тисяч студентів. У його Інституті післядипломної освіти понад 2 тисячі осіб щороку підвищують свою кваліфікацію. При університеті функціонує 8 коледжів, де сумарно навчається понад 8 тисяч студентів. З 2008 року університет входить до Великої Хартії Університетів. На 37 кафедрах університету працюють відомі вчені, серед яких понад 300 кандидатів наук і 57 докторів наук.
До складу університету входять п'ять факультетів — факультет агротехнологій і екології, факультет будівництва та архітектури, економічний факультет, землевпорядний факультет і факультет механіки та енергетики.
Історія ЛНАУ бере свій початок із заснування в Дублянах 1856 року Гальцьким господарським товариством рільничої школи на місці викупленого в Ієроніма Льодинського та господарських будівель. Заснована задля підвищення ефективності сільського сектора економіки Галичини, рільнича школа впродовж часу свого розвитку нарощувала кількість учнів, розгортала наукові дослідження, розширювала кількість навчальних предметів. Разом із своїм стрімким розвитком, рільнича школа переросла у Високу рільничу школу, Академію рільництва, відтак у рільничо-лісовий факультет Львівської політехніки, Львівський державний сільськогосподарський інститут і зрештою — у Львівський державний аграрний університет, а згодом і у Львівський національний аграрний університет.

### Середня загальноосвітня школа №1
У довоєнний період, за спогадами старожилів міста, навчання учнів у Дублянах проводилось у будівлі сучасної «Просвіти», а відтак 1926 року після Першої світової війни над озером у північній частині міста було збудовано нову будівлю школи.
1971 року школу було перенесено до навчального корпусу Рільничої академії а відтак стрімке збільшення кількості населення Дублян у другій половині XX століття стало передумовою до будівництва в межах житлового комплексу нової, виконаної за тогочасним типовим проектом, середньої школи для одночасного навчання тисячі учнів. Перший навчальний рік у новозбудованій школі розпочався 1 вересня 1985 року, а сам заклад працює до сьогодні.

### Дошкільний навчальний заклад №1
У Дублянах працює один дитячий садочок — Дошкільний навчальний заклад № 1. Розрахований на 140 місць, садочок розташований в будівлі на вулиці Шевченка 19 за 100 метрів від основної дороги. До користування будівлю дитячого садка було передано 1967 року.
Будівля садочка є двоповерховою, Н-подібної форми мурованою спорудою з великими вікнами. Коридор, що відходить від центрального входу розділяє будівлю на два незалежні крила з окремими сходами. Біля будівлі розміщене подвір'я та фруктовий садок.

## ЗМІ

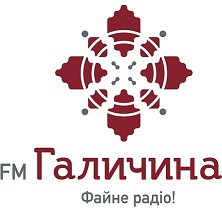
Логотип FM Галичина — найбільшої за кількістю частот радіостанції західного регіону

На території міста в межах радіочастот FM-діапазону своє мовлення проводять цілий ряд всеукраїнських та регіональних радіостанцій: «Радіо Перше» (88.2 MHz), «Радіо НВ» (88.6 MHz), «Радіо Рокс» (89.1 MHz), «FM Галичина» (89.7 MHz), «Радіо Шансон» (90.4 MHz), «Kiss FM» (91.1 MHz), «Мелодія FM» (91.5 MHz), «Радіо Українських Доріг» (91.9 MHz), «Армія FM» (92.4 MHz), «Громадське радіо» (93.3 MHz), «Львівська Хвиля» (100.8 MHz), «Країна ФМ» (101.3 MHz), «Хіт FM» (101.7 MHz), «Радіо «Максимум»» (102.1 MHz), «Радіо Промінь» (102.5 MHz), «Українське радіо» / «Українське Радіо — Львів» (103.3 MHz), «Радіо Культура» (103.9 MHz), «Дуже Радіо» (104.3 MHz), «Lux FM» (104.7 MHz), «Radio Jazz» (105.4 MHz), «Наше радіо» (106.0 MHz), «Радіо Незалежність» (106.7 MHz) та «Радіо Байрактар» (107.2 MHz).
До інформаційних агенцій, що освітлюють життя Західного регіону, зокрема Дублян, належать «Zaxid.net» та «Гал-Інфо».

## Культура

### Дитяча школа мистецтв ім. Степана Турчака

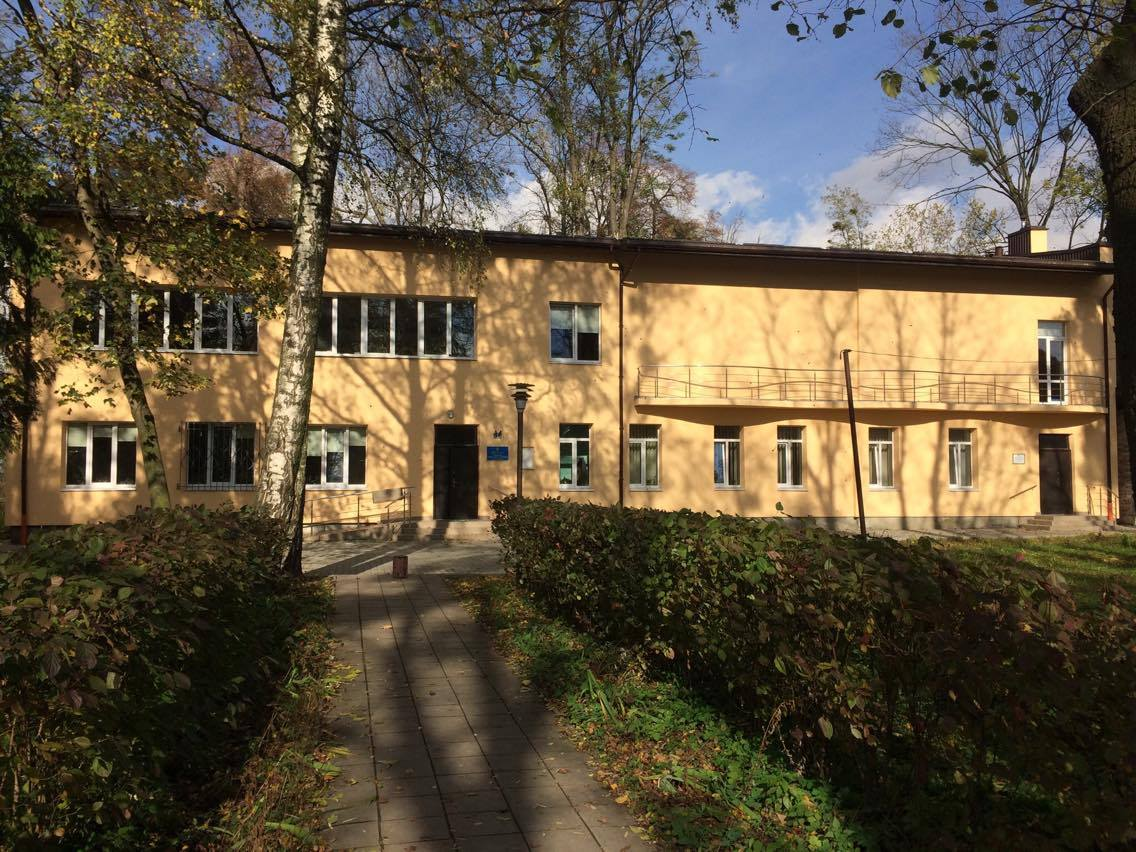
Дитяча школа мистецтв у Дублянах (2017)

Дитячу школу мистецтв ім. Степана Турчака в Дублянах було засновано 1991 року. Дитяча школа мистецтв охоплює три відділення: музичне (фортепіанне, струнно-смичкове, народних і духових інструментів), образотворчого мистецтва та хореографії. Зокрема на відділенні образотворчого мистецтва вивчають рисунок, живопис, композицію, історію мистецтва, опановують малярську та графічну техніку, різні матеріали — олівець, фарби, туш, кольоровий папір і глину, вивчають основи кераміки, ткацтва, малювання на склі, писанкарства .
Школа мистецтв регулярно влаштовує виставки дитячих робіт на районному, обласному та всеукраїнському рівнях. Учні школи мистецтв часто посідають призові місця на обласних, всеукраїнських і міжнародних конкурсах. Традиційно заклад влаштовує музичні концерти для мешканців міста в дні пам'яті Тараса Григоровича Шевченка, на День матері в будинку «Просвіта», на день Дублян. Організовує тематичні концертні програми до свята святого Миколая, Різдва та на роковини видатних мистецьких діячів. У різноманітних концертних програмах беруть участь ансамбль скрипалів молодших класів, ансамбль скрипалів старших класів, фольклорний ансамбль, оркестр народних інструментів, вокальний ансамбль, зведений хор, колективи викладачів музичного відділу: струнний квартет, інструментальний квартет, дует бандуристів, вокальний жіночий ансамбль, дует гітаристів. Успішно працює оркестр викладачів під керуванням В. М. Литвиненка, функціонує ансамбль народного танцю «Намисто».

### Різдвяні звізди

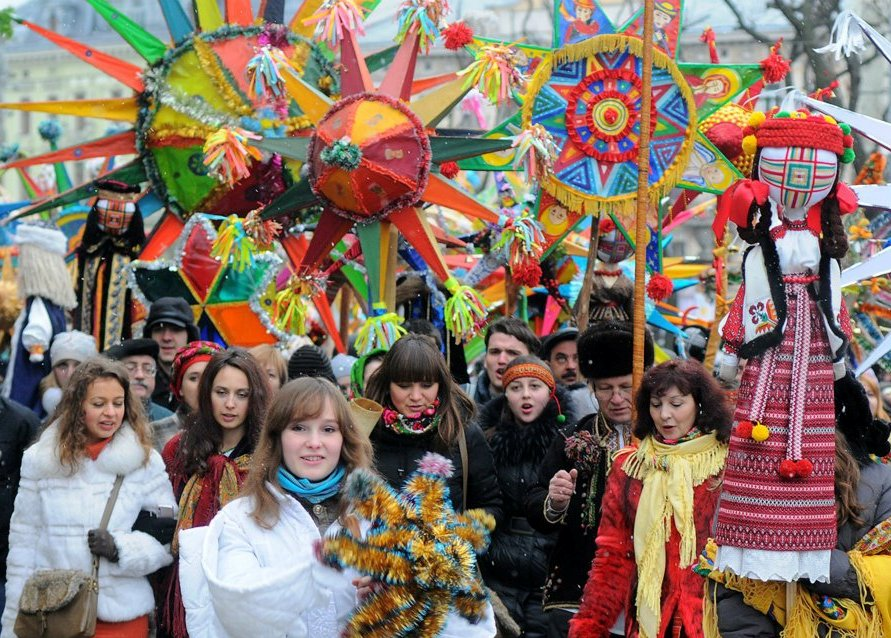
Парад звіздарів у Львові

У Дублянах проживають майстри різдвяних звізд брати Петро та Богдан Новаки, що продовжують традицію виготовлення різдвяних звізд свого рідного краю — Надсяння. Майстри щороку створюють нові різдвяні звізди, діляться своїм досвідом із молодим поколінням.
Результатом майстер-класів із виготовлення різдвяних звізд братів Новаків став фестиваль «Спалах різдвяної зірки» із святковою ходою вулицями міста Львова. Впродовж кількох років великі різдвяні звізди братів Новаків є окрасою заключного концерту різдвяного фестивалю «Велика коляда». 16 грудня 2011 року різдвяні звізди були представлені на чолі мистецької колони заходу «Українське Різдво у Ватикані».

## Визначні містяни
- Бандера Степан Андрійович (1 січня 1909, Старий Угринів — 15 жовтня 1959, Мюнхен) — український політичний діяч, ідеолог українського націоналістичного руху ХХ століття, голова Проводу ОУН-Б. Герой України, посмертно (2010); навчався у Дублянах на тодішньому аграрному факультеті Львівської політехніки;
- Мигаль Роман Степанович (14 березня 1911 — вересень 1939) — український військовий та політичний діяч, член УВО та ОУН. Заступник Степана Бандери в референтурі пропаґанди ОУН (1932), командир відділу бойової розвідки крайового ОУН (з 1933)
- Турчак Степан Васильович (28 лютого 1938, Мацьковичі — 23 жовтня 1988, Київ) — український диригент. Народний артист СРСР (1977); у Дублянах провів дитинство і юність;
- Жаловага Анатолій Григорович — Герой України, захисник Майдану.
- Великийчоловік Василь Григорович (10.02.1996 — 02.11.2023) — солдат 14-ої ОМБр імені князя Романа Великого, виконував бойові завдання на Харківщині. Поховали захисника 20.08.2024 в м. Дубляни[41].